# Har Mejchal
Har Mejchal (hebrejsky:הר מיכל) je hora o nadmořské výšce 612 metrů v severním Izraeli, v Horní Galileji.
Nachází se přímo v prostoru města Ma'alot-Taršicha. Má podobu pahorku, který vystupuje v jižní části města. Jeho svahy i vrcholové partie jsou pokryty zástavbou čtvrtě Jefe Nof. Na jižním úpatí pak začíná navazující zástavba obce Kfar Vradim. Na východní straně terén prudce klesá do údolí vádí Nachal Peki'in s umělou vodní nádrží Agam Montfort. Jde o jeden z několika podobných pahorků, na nichž se město Ma'alot-Taršicha rozkládá. Na západ odtud je to Har Me'ona, na severovýchodě Har Rakafot.